# Светлый (Камчатский край)
Све́тлый  — посёлок в Елизовском районе Камчатского края России. Входит в состав Пионерского сельского поселения.

## История
Светлый основан в 1935 году и получил наименование 13-й километр — по своему расположению на 13-м км шоссе Петропавловск-Камчатский — Елизово. Позднее по названию ручья Светлый посёлок получил современное название.

## Население
| 2002 | 2010 | 2012 | 2013 | 2015 | 2016 | 2018 | 2020 |
| ---- | ---- | ---- | ---- | ---- | ---- | ---- | ---- |
| 694  | ↗780 | ↘779 | ↗882 | ↘873 | ↗881 | ↗953 | ↗971 |

## Улицы
| - ул. Берёзовая, - ул. Весенняя, - ул. Горная, - ул. Дальняя, - ул. ЖСК-3, - ул. ЖСК-4, - ул. Заводская, | - ул. Кооперативная, - ул. Луговая, - ул. Мира, - мкр. Молодёжный, - ул. Партизанская, - ул. Полевая, - ул. Радужная, | - ул. Ручейная, - ул. Садовая, - ул. Солнечная, - ул. Труда, - мкр. Центральный, - ул. Чистые Пруды, - ул. Ягодная. |